# Scenopinus kelseyi
Scenopinus kelseyi är en tvåvingeart som beskrevs av Ghorpade 1981. Scenopinus kelseyi ingår i släktet Scenopinus och familjen fönsterflugor. Inga underarter finns listade i Catalogue of Life.